# Fédération Cynologique de Géorgie
Fédération Cynologique de Géorgie (FCG) är Georgiens nationella kennelklubb. Den är medlem i den internationella kennelfederationen Fédération Cynologique Internationale (FCI). Den är de georgiska hundägarnas intresse- och riksorganisation och för nationell stambok över hundraser. Organisationen grundades 1991.